# ريتش آدامز
ريتش آدامز (1 يوليو 1956 في الولايات المتحدة - ) (بالإنجليزية: Rich Adams)‏ هو لاعب كرة سلة أمريكي في مركز الوسط.

## وصلات خارجية
- ريتش آدامز على موقع كلية كرة السلة في سبورتس رفرنس.كوم (الإنجليزية)
- ريتش آدامز على موقع ريلجم (الإنجليزية)